# Georg Årlin
Georg Årlin (* 30. Dezember 1916 in Rödeby, Gemeinde Karlskrona, Schweden; † 27. Juni 1992 in Lövestad) war ein schwedischer Schauspieler. Er wurde vor allem für seine Rolle des Vikars in den Filmen Michel aus Lönneberga (1971–1973) und der daraus entstandenen TV-Serie bekannt.

## Filmografie
- 1940: Vi Masthuggspojkar
- 1941: Spökreportern
- 1941: Lasse-Maja
- 1941: Snapphanar
- 1943: Natt i hamn
- 1943: Prästen som slog knockout
- 1944: Kungajakt
- 1945: Resan bort
- 1947: Jag älskar dig, Karlsson!
- 1953: Att döda ett barn
- 1953: Barabbas – Der Mann im Dunkel (Barabbas)
- 1955: Kärlek på turné
- 1955: Blå himmel
- 1958: Åsa-Nisse i kronans kläder
- 1958: Laila – Liebe unter der Mitternachtssonne (Laila)
- 1960: Der Richter (Domaren)
- 1961: Gøngehøvdingen
- 1964: Die schwedische Hochzeitsnacht (Bröllopsbesvär)
- 1971: Lockfågeln
- 1971: Immer dieser Michel 1. – Michel in der Suppenschüssel (Emil i Lönneberga)
- 1972: Immer dieser Michel 2. – Michel muß mehr Männchen machen (Nya hyss av Emil i Lönneberga)
- 1973: Immer dieser Michel 3. – Michel bringt die Welt in Ordnung (Emil och griseknoen)
- 1973: Schreie und Flüstern (Viskningar och rop)
- 1973: Inferno
- 1975: Skärseld
- 1975: Släpp fångarne loss, det är vår!
- 1976: Predikare-Lena
- 1977: Die Brüder Löwenherz (Bröderna Lejonhjärta)
- 1986: Gösta Berlings saga
- 1986: Skånska mord
- 1988: Vargens tid